# Olympische Sommerspiele 1936/Teilnehmer (Rumänien)
| Gelbes Symbol für Goldmedaillen mit stilisierten Olympischen Ringen | Graues Symbol für Silbermedaillen mit stilisierten Olympischen Ringen | Braundes Symbol für Bronzemedaillen mit stilisierten Olympischen Ringen |
| ------------------------------------------------------------------- | --------------------------------------------------------------------- | ----------------------------------------------------------------------- |
| —                                                                   | 1                                                                     | —                                                                       |

Rumänien nahm an den Olympischen Sommerspielen 1936 in Berlin mit einer Delegation von 54 Athleten teil. Fahnenträger war der Schütze Șerban Mănciulescu. Die einzige Medaille (Silber) gewann der Reiter Henri Rang.

## Teilnehmer nach Sportarten

### Boxen
- Nicolae Berechet
- Constantin David
- Marin Gașpar
- Dumitru Panaitescu

### Fechten
- Denis Dolecsko
- Gerda Gantz
- Thea Kellner
- Gheorghe Man
- Nicolae Marinescu
- Ioan Miclescu-Prăjescu
- Camil Szatmary

### Handball
- Péter Fecsi
- Fritz Haffer
- Karl Haffer
- Fritz Halmen
- Willi Heidel
- Hans Hermannstädter
- Hans Georg Herzog
- Alfred Höchsmann
- Bruno Holzträger
- Wilhelm Kirschner
- Günther Schorsten
- Robert Speck
- Willi Zacharias
- Hans Zikeli
- Ștefan Zoller

### Leichtathletik
- Vasile Firea
- Ludovic Gal
- Petre Havaleț
- Bondoc Ionescu-Crum
- Francisc Nemeş

### Reiten
- Henri Rang
- Constantin Apostol
- Petre Chirculescu
- Toma Tudoran
- Constantin Zahei

### Schießen
- Vasile Crișan
- Eduard Grand
- Mihai Ionescu-Călinești
- Gheorghe Mirea

### Turnen
- Andrei Abraham
- Ion Albert
- Alexandru Dan
- Frederic Drăghici
- Remus Ludu
- Iosif Matusec
- Vasile Moldovan
- Iohan Schmidt

### Kunstwettbewerbe
- Iuliu Hațieganu